# Tony Award des meilleurs décors
Le Tony Award des meilleurs décors (Tony Award for Best Scenic Design) est un prix récompensant la meilleure conception de décors de scène lors de la cérémonie des Tony Awards. Le prix a été présenté pour la première fois en 1947 et comprenait à la fois des pièces de théâtre et des comédies musicales. En 1960, 1961 et depuis 2005, la catégorie a été divisée deux catégories distinctes : Tony Award des meilleurs décors pour une pièce et Tony Award des meilleurs décors pour une comédie musicale.

## Lauréats et nommés

### Années 1940
| Année                              | Designer                                                                                         | Production |
| ---------------------------------- | ------------------------------------------------------------------------------------------------ | ---------- |
| 1947 1re cérémonie des Tony Awards |                                                                                                  |            |
| David Folkes                       | Henry VIII                                                                                       |            |
| 1948 2e cérémonie des Tony Awards  |                                                                                                  |            |
| Horace Armistead                   | The Medium                                                                                       |            |
| 1949 3e cérémonie des Tony Awards  |                                                                                                  |            |
| Jo Mielziner                       | Anne of the Thousand Days, Death of a Salesman, Sleepy Hollow, South Pacific et Summer and Smoke |            |

### Années 1950
| Année                              | Designer | Production |
| ---------------------------------- | --- | ---------- |
| 1950 4e cérémonie des Tony Awards  | |            |
| Jo Mielziner                       | The Innocents |            |
| 1951 5e cérémonie des Tony Awards  | |            |
| Boris Aronson                      | The Country Girl, The Rose Tattoo et Season in the Sun                                                           |            |
| 1952 6e cérémonie des Tony Awards  | |            |
| Jo Mielziner                       | The King and I                                                                                                   |            |
| 1953 7e cérémonie des Tony Awards  | |            |
| Raoul Pène Du Bois                 | Wonderful Town                                                                                                   |            |
| 1954 8e cérémonie des Tony Awards  | |            |
| Peter Larkin                       | Ondine et The Teahouse of the August Moon                                                                        |            |
| 1955 9e cérémonie des Tony Awards  | |            |
| Oliver Messel                      | House of Flowers                                                                                                 |            |
| 1956 10e cérémonie des Tony Awards | |            |
| Peter Larkin                       | Inherit the Wind et No Time for Sergeants                                                                        |            |
| Boris Aronson                      | The Diary of Anne Frank, Bus Stop, Once Upon a Tailor et A View from the Bridge                                  |            |
| Ben Edwards                        | The Ponder Heart, Someone Waiting et The Honeys                                                                  |            |
| Jo Mielziner                       | Cat on a Hot Tin Roof, The Lark, Middle of the Night et Pipe Dream                                               |            |
| Raymond Sovey                      | The Great Sebastians                                                                                             |            |
| 1957 11e cérémonie des Tony Awards | |            |
| Oliver Smith                       | My Fair Lady |            |
| Boris Aronson                      | A Hole in the Head et Small War on Murray Hill                                                                   |            |
| Ben Edwards                        | The Waltz of the Toreadors                                                                                       |            |
| George Jenkins                     | The Happiest Millionaire et Too Late the Phalarope                                                               |            |
| Donald Oenslager                   | Major Barbara |            |
| Oliver Smith                       | A Clearing in the Woods, Candide, Auntie Mame, Eugenia et Visit to a Small Planet                                |            |
| 1958 12e cérémonie des Tony Awards | |            |
| Oliver Smith                       | West Side Story                                                                                                  |            |
| Boris Aronson                      | Orpheus Descending, A Hole in the Head et The Rope Dancers                                                       |            |
| Ben Edwards                        | The Dark at the Top of the Stairs                                                                                |            |
| Peter Larkin                       | Blue Denim, Compulsion, Good as Gold et Miss Isobel                                                              |            |
| Jo Mielziner                       | Look Homeward, Angel, Miss Lonelyhearts, The Square Root of Wonderful, Oh, Captain! et The Day the Money Stopped |            |
| Oliver Smith                       | Brigadoon, Carousel, Jamaica, Nude with Violin et Time Remembered                                                |            |
| 1959 13e cérémonie des Tony Awards | |            |
| Donald Oenslager                   | A Majority of One                                                                                                |            |
| Boris Aronson                      | J.B. |            |
| David R. Ballou                    | The Legend of Lizzie                                                                                             |            |
| Ben Edwards                        | Jane Eyre |            |
| Oliver Messel                      | Rashomon |            |
| Teo Otto                           | The Visit |            |

### Années 1960
| Année                              | Designer                                             | Production |
| ---------------------------------- | ---------------------------------------------------- | ---------- |
| 1960 – 1961                        | NC                                                   | NC         |
| 1962 16e cérémonie des Tony Awards |                                                      |            |
| Will Steven Armstrong              | Carnival!                                            |            |
| David Hays                         | No Strings                                           |            |
| Oliver Smith                       | The Gay Life                                         |            |
| Rouben Ter-Arutunian               | A Passage to India                                   |            |
| 1963 17e cérémonie des Tony Awards |                                                      |            |
| Sean Kenny                         | Oliver!                                              |            |
| Will Steven Armstrong              | Tchin-Tchin                                          |            |
| Anthony Powell                     | The School for Scandal                               |            |
| Franco Zeffirelli                  | La Dame aux camélias                                 |            |
| 1964 18e cérémonie des Tony Awards |                                                      |            |
| Oliver Smith                       | Hello, Dolly!                                        |            |
| Raoul Pène Du Bois                 | The Student Gypsy                                    |            |
| Ben Edwards                        | The Ballad of the Sad Cafe                           |            |
| David Hays                         | Marco Millions                                       |            |
| 1965 19e cérémonie des Tony Awards |                                                      |            |
| Oliver Smith                       | Baker Street, Luv et The Odd Couple                  |            |
| Boris Aronson                      | Fiddler on the Roof et Incident at Vichy             |            |
| Sean Kenny                         | The Roar of the Greasepaint – The Smell of the Crowd |            |
| Beni Montresor                     | Do I Hear a Waltz?                                   |            |
| 1966 20e cérémonie des Tony Awards |                                                      |            |
| Howard Bay                         | Man of La Mancha                                     |            |
| William and Jean Eckart            | Mame                                                 |            |
| David Hays                         | Drat! The Cat!                                       |            |
| Robert Randolph                    | Anya, Skyscraper et Sweet Charity                    |            |
| 1967 21e cérémonie des Tony Awards |                                                      |            |
| Boris Aronson                      | Cabaret                                              |            |
| John Bury                          | The Homecoming                                       |            |
| Oliver Smith                       | I Do! I Do!                                          |            |
| Alan Tagg                          | Black Comedy                                         |            |
| 1968 22e cérémonie des Tony Awards |                                                      |            |
| Desmond Heeley                     | Rosencrantz and Guildenstern Are Dead                |            |
| Boris Aronson                      | The Price                                            |            |
| Robert Randolph                    | Golden Rainbow                                       |            |
| Peter Wexler                       | The Happy Time                                       |            |
| 1969 23e cérémonie des Tony Awards |                                                      |            |
| Boris Aronson                      | Zorba                                                |            |
| Derek Cousins                      | Canterbury Tales                                     |            |
| Jo Mielziner                       | 1776                                                 |            |
| Oliver Smith                       | Dear World                                           |            |

### Années 1970
| Année                              | Designer                                       | Production |
| ---------------------------------- | ---------------------------------------------- | ---------- |
| 1970 24e cérémonie des Tony Awards |                                                |            |
| Jo Mielziner                       | Child's Play                                   |            |
| Howard Bay                         | Cry for Us All                                 |            |
| Ming Cho Lee                       | Billy                                          |            |
| Robert Randolph                    | Applause                                       |            |
| 1971 25e cérémonie des Tony Awards |                                                |            |
| Boris Aronson                      | Company                                        |            |
| John Bury                          | The Rothschilds                                |            |
| Sally Jacobs                       | A Midsummer Night's Dream                      |            |
| Jo Mielziner                       | Father's Day                                   |            |
| 1972 26e cérémonie des Tony Awards |                                                |            |
| Boris Aronson                      | Follies                                        |            |
| John Bury                          | Old Times                                      |            |
| Kert Lundell                       | Ain't Supposed to Die a Natural Death          |            |
| Robin Wagner                       | Jesus Christ Superstar                         |            |
| 1973 27e cérémonie des Tony Awards |                                                |            |
| Tony Walton                        | Pippin                                         |            |
| Boris Aronson                      | A Little Night Music                           |            |
| David Jenkins                      | The Changing Room                              |            |
| Santo Loquasto                     | That Championship Season                       |            |
| 1974 28e cérémonie des Tony Awards |                                                |            |
| Eugene Lee et Franne Lee           | Candide                                        |            |
| John Conklin                       | The Au Pair Man                                |            |
| Santo Loquasto                     | What the Wine-Sellers Buy                      |            |
| Oliver Smith                       | Gigi                                           |            |
| Ed Wittstein                       | Ulysses in Nighttown                           |            |
| 1975 29e cérémonie des Tony Awards |                                                |            |
| Carl Toms                          | Sherlock Holmes                                |            |
| Scott Johnson                      | Dance With Me                                  |            |
| Tanya Moiseiwitsch                 | Le Misanthrope                                 |            |
| William Ritman                     | God's Favorite                                 |            |
| Rouben Ter-Arutunian               | Goodtime Charley                               |            |
| Robin Wagner                       | Mack and Mabel                                 |            |
| 1976 30e cérémonie des Tony Awards |                                                |            |
| Boris Aronson                      | Pacific Overtures                              |            |
| Ben Edwards                        | A Matter of Gravity                            |            |
| David Mitchell                     | Trelawny of the 'Wells'                        |            |
| Tony Walton                        | Chicago                                        |            |
| 1977 31e cérémonie des Tony Awards |                                                |            |
| David Mitchell                     | Annie                                          |            |
| Santo Loquasto                     | American Buffalo et The Cherry Orchard         |            |
| Robert Randolph                    | Porgy and Bess                                 |            |
| 1978 32e cérémonie des Tony Awards |                                                |            |
| Robin Wagner                       | On the Twentieth Century                       |            |
| Zack Brown                         | The Importance of Being Earnest                |            |
| Edward Gorey                       | Dracula                                        |            |
| David Mitchell                     | Working                                        |            |
| 1979 33e cérémonie des Tony Awards |                                                |            |
| Eugene Lee                         | Sweeney Todd: The Demon Barber of Fleet Street |            |
| Karl Eigsti                        | Knockout                                       |            |
| David Jenkins                      | The Elephant Man                               |            |
| John Wulp                          | The Crucifer of Blood                          |            |

### Années 1980
| Année                              | Designer                                     | Production |
| ---------------------------------- | -------------------------------------------- | ---------- |
| 1980 34e cérémonie des Tony Awards |                                              |            |
| John Lee Beatty                    | Talley's Folly                               |            |
| David Mitchell                     | Barnum                                       |            |
| Tazeena Firth et Timothy O'Brien   | Evita                                        |            |
| Tony Walton                        | A Day in Hollywood / A Night in the Ukraine  |            |
| 1981 35e cérémonie des Tony Awards |                                              |            |
| John Bury                          | Amadeus                                      |            |
| John Lee Beatty                    | Fifth of July                                |            |
| Santo Loquasto                     | The Suicide                                  |            |
| David Mitchell                     | Can-Can                                      |            |
| 1982 36e cérémonie des Tony Awards |                                              |            |
| Dermot Hayes et John Napier        | The Life and Adventures of Nicholas Nickleby |            |
| Ben Edwards                        | Medea                                        |            |
| Lawrence Miller                    | Nine                                         |            |
| Robin Wagner                       | Dreamgirls                                   |            |
| 1983 37e cérémonie des Tony Awards |                                              |            |
| Ming Cho Lee                       | K2                                           |            |
| John Gunter                        | All's Well That Ends Well                    |            |
| David Mitchell                     | Foxfire                                      |            |
| John Napier                        | Cats                                         |            |
| 1984 38e cérémonie des Tony Awards |                                              |            |
| Tony Straiges                      | Sunday in the Park with George               |            |
| Clarke Dunham                      | End of the World                             |            |
| Peter Larkin                       | The Rink                                     |            |
| Tony Walton                        | The Real Thing                               |            |
| 1985 39e cérémonie des Tony Awards |                                              |            |
| Heidi Landesman                    | Big River                                    |            |
| Clarke Dunham                      | Grind                                        |            |
| Ralph Koltai                       | Much Ado About Nothing                       |            |
| Voytek et Michael Levine           | Strange Interlude                            |            |
| 1986 40e cérémonie des Tony Awards |                                              |            |
| Tony Walton                        | The House of Blue Leaves                     |            |
| Ben Edwards                        | The Iceman Cometh                            |            |
| David Mitchell                     | The Boys in Winter                           |            |
| Beni Montresor                     | The Marriage of Figaro                       |            |
| 1987 41e cérémonie des Tony Awards |                                              |            |
| John Napier                        | Les Misérables                               |            |
| Bob Crowley                        | Les Liaisons Dangereuses                     |            |
| Martin Johns                       | Me and My Girl                               |            |
| Tony Walton                        | The Front Page                               |            |
| 1988 42e cérémonie des Tony Awards |                                              |            |
| Maria Björnson                     | The Phantom of the Opera                     |            |
| Eiko Ishioka                       | M. Butterfly                                 |            |
| Tony Straiges                      | Into the Woods                               |            |
| Tony Walton                        | Anything Goes                                |            |
| 1989 43e cérémonie des Tony Awards |                                              |            |
| Santo Loquasto                     | Cafe Crown                                   |            |
| Thomas Lynch                       | The Heidi Chronicles                         |            |
| Héctor Orezzoli et Claudio Segovia | Black and Blue                               |            |
| Tony Walton                        | Lend Me a Tenor                              |            |

### Années 1990
| Année                              | Designer                                 | Production |
| ---------------------------------- | ---------------------------------------- | ---------- |
| 1990 44e cérémonie des Tony Awards |                                          |            |
| Robin Wagner                       | City of Angels                           |            |
| Alexandra Byrne                    | Some Americans Abroad                    |            |
| Kevin Rigdon                       | The Grapes of Wrath                      |            |
| Tony Walton                        | Grand Hotel                              |            |
| 1991 45e cérémonie des Tony Awards |                                          |            |
| Heidi Landesman                    | The Secret Garden                        |            |
| Richard Hudson                     | La Bête (en)                             |            |
| John Napier                        | Miss Saigon                              |            |
| Tony Walton                        | The Will Rogers Follies                  |            |
| 1992 46e cérémonie des Tony Awards |                                          |            |
| Tony Walton                        | Guys and Dolls                           |            |
| John Lee Beatty                    | A Small Family Business                  |            |
| Joe Vaněk                          | Dancing at Lughnasa                      |            |
| Robert Wagner                      | Jelly's Last Jam                         |            |
| 1993 47e cérémonie des Tony Awards |                                          |            |
| John Arnone                        | The Who's Tommy                          |            |
| John Lee Beatty                    | Redwood Curtain                          |            |
| Jerome Sirlin                      | Kiss of the Spiderwoman                  |            |
| Robin Wagner                       | Angels in America: Millennium Approaches |            |
| 1994 48e cérémonie des Tony Awards |                                          |            |
| Bob Crowley                        | Carousel                                 |            |
| Peter J. Davidson                  | Medea                                    |            |
| Ian MacNeil                        | An Inspector Calls                       |            |
| Tony Walton                        | She Loves Me                             |            |
| 1995 49e cérémonie des Tony Awards |                                          |            |
| John Napier                        | Sunset Boulevard                         |            |
| John Lee Beatty                    | The Heiress                              |            |
| Stephen Brimson Lewis              | Indiscretions                            |            |
| Mark Thompson                      | Arcadia                                  |            |
| 1996 50e cérémonie des Tony Awards |                                          |            |
| Brian Thomson                      | The King and I                           |            |
| John Lee Beatty                    | A Delicate Balance                       |            |
| Scott Bradley                      | Seven Guitars                            |            |
| Anthony Ward                       | A Midsummer Night's Dream                |            |
| 1997 51e cérémonie des Tony Awards |                                          |            |
| Stewart Laing                      | Titanic                                  |            |
| John Lee Beatty                    | The Little Foxes                         |            |
| G.W. Mercier et Julie Taymor       | Juan Darién                              |            |
| Tony Walton                        | Steel Pier                               |            |
| 1998 52e cérémonie des Tony Awards |                                          |            |
| Richard Hudson                     | The Lion King                            |            |
| Bob Crowley                        | The Capeman                              |            |
| Eugene Lee                         | Ragtime                                  |            |
| Quay Brothers                      | The Chairs                               |            |
| 1999 53e cérémonie des Tony Awards |                                          |            |
| Richard Hoover                     | Not About Nightingales                   |            |
| Bob Crowley                        | The Iceman Cometh                        |            |
| Bob Crowley                        | Twelfth Night                            |            |
| Ricardo Hernández                  | Parade                                   |            |

### Années 2000
| Année                              | Designer                      | Production |
| ---------------------------------- | ----------------------------- | ---------- |
| 2000 54e cérémonie des Tony Awards |                               |            |
| Bob Crowley                        | Aida                          |            |
| Thomas Lynch                       | The Music Man                 |            |
| Robin Wagner                       | Kiss Me, Kate                 |            |
| Tony Walton                        | Uncle Vanya                   |            |
| 2001 55e cérémonie des Tony Awards |                               |            |
| Robin Wagner                       | The Producers                 |            |
| Bob Crowley                        | The Invention of Love         |            |
| Heidi Ettinger                     | The Adventures of Tom Sawyer  |            |
| Douglas W. Schmidt                 | 42nd Street                   |            |
| 2002 56e cérémonie des Tony Awards |                               |            |
| Tim Hatley                         | Private Lives                 |            |
| John Lee Beatty                    | Morning's at Seven            |            |
| Daniel Ostling                     | Metamorphoses                 |            |
| Douglas W. Schmidt                 | Into the Woods                |            |
| 2003 57e cérémonie des Tony Awards |                               |            |
| Catherine Martin                   | La Bohème                     |            |
| John Lee Beatty                    | Dinner at Eight               |            |
| Santo Loquasto                     | Long Day's Journey into Night |            |
| David Rockwell                     | Hairspray                     |            |
| 2004 58e cérémonie des Tony Awards |                               |            |
| Eugene Lee                         | Wicked                        |            |
| Robert Brill                       | Assassins                     |            |
| Ralph Funicello                    | Henry IV, Part 1 et Part 2    |            |
| Tom Pye                            | Fiddler on the Roof           |            |